# Weit vom Stamm: Wenn Kinder ganz anders als ihre Eltern sind
Weit vom Stamm: Wenn Kinder ganz anders als ihre Eltern sind (US-amerikanischer Originaltitel: Far From the Tree: Parents, Children, and the Search for Identity) ist ein mehrfach mit Preisen ausgezeichnetes Sachbuch des US-amerikanischen Schriftstellers, Journalisten und Dozenten für Psychiatrie Andrew Solomon. Es erschien 2012 auf Englisch und 2013 in deutscher Übersetzung. Solomon setzt sich in Weit vom Stamm mit der Frage auseinander, wie Familien mit Kindern zurechtkommen, die sich physisch, geistig und sozial deutlich von ihren anderen Familienmitgliedern unterscheiden. Er bezeichnet diese Merkmale als „horizontale Identitäten“ und unterscheidet sie von „vertikalen Identitäten“, jenen Eigenschaften und Werten, die über Generationen von Eltern an ihre Kinder nicht nur über die DNA, sondern auch über gemeinsame kulturelle Normen weitergegeben werden.

## Inhalt

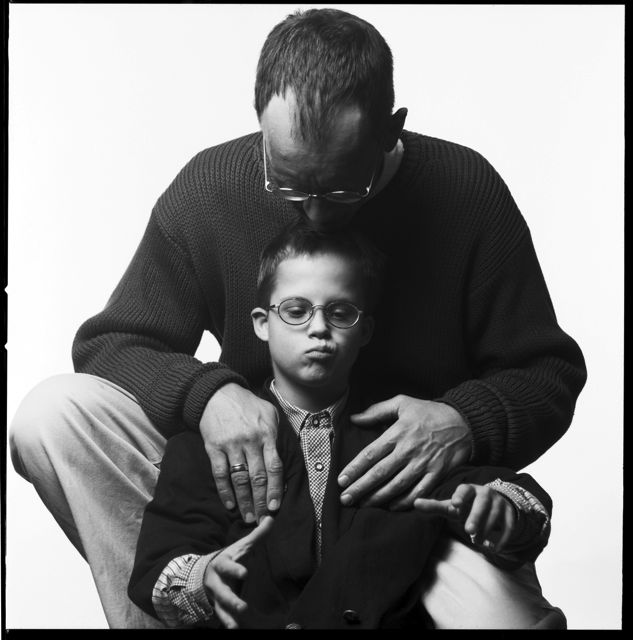
Vater und sein Sohn mit Down-Syndrom

Solomon stellt in seinem umfangreichen Werk über 300 überwiegend US-amerikanische Familien vor, deren Kinder taub, kleinwüchsig, hochbegabt, kriminell, schizophren, sehr stark körperlich und geistig behindert oder autistisch sind oder das Down-Syndrom haben. Jeder dieser Einschränkungen ist ein eigenes Kapitel gewidmet, in der Solomon auch ausführlich auf die medizinischen Fakten und die jeweilige Forschungsgeschichte eingeht. In einem der letzten Kapitel des Buches stellt er Frauen vor, deren Kinder durch eine Vergewaltigung gezeugt wurden.
Solomon widerspricht entschieden der Ansicht, das Leben von Eltern behinderter Kinder sei ein Leben in steter Sorge. Inwieweit das Leben mit einem Kind, das sich stark von seinen anderen Familienmitgliedern unterscheidet, zur Katastrophe oder zur Chance für diese Familie wird, entscheidet in nicht geringem Maße das Verhalten des Umfelds der Familie. Daneben spielt eine große Rolle, wie stark sich das Leben mit diesem Kind auf den Lebensrhythmus der Eltern auswirkt:

„Einige Personen mit einer schwerwiegenden Behinderung durchleben akute gesundheitliche Krisen oder beängstigende Anfälle. Ihre Pflege hat jedoch trotzdem überwiegend einen Rhythmus und die menschliche Natur kann sich allem anpassen, was einen Rhythmus hat. Pflege kann dann kompetent durchgeführt werden. Selbst mit hohem aber beständigen Stress ist einfacher umzugehen als mit weniger hohem, aber erratischem. Das ist ein Grund, warum Eltern von Personen mit Trisomie 21 ein einfacheres Leben haben als Eltern von Personen mit Schizophrenie oder Autismus. Beim Down-Syndrom weiß man, mit wem man Tag für Tag umgeht und die Anforderungen verändern sich von Tag zu Tag nur geringfügig. Bei Schizophrenie und Autismus dagegen weiß man nie, mit welcher Verrücktheit oder welchem Zusammenbruch man sich am heutigen Tag auseinandersetzen muss.“

Zu den Bekannteren unter den ausführlicher porträtierten Personen gehören unter anderem Emily Perl Kingsley und ihr Sohn mit Down-Syndrom, Jason. Kingsley hat als eine Autorin der Sesamstraße dazu beigetragen, dass auch behinderten Kindern in dieser Sendung ein Platz eingeräumt wurde. Emily Kingsley ist außerdem als Autorin des Essays Willkommen in Holland bekannt, der die Erfahrung, ein behindertes Kind zur Welt zu bringen, mit einer lang geplanten Reise nach Italien vergleicht, bei der man plötzlich in Holland landet, ihr Sohn hat mehrfach Rollen in Fernsehsendungen übernommen. Er interviewte auch ausführlich Thomas und Sue Klebold, die Eltern eines der Täter des Amoklaufs an der Columbine High School im Jahre 1999, weil er der Frage nachgehen wollte, wie Familien damit umgehen, wenn eines ihrer Mitglieder zum Schwerverbrecher wird.

„Wenn man ein Kind hat, das kleinwüchsig ist, dann wird man nicht selbst verzwergt, und wenn das eigene Kind taub ist, dann schränkt das nicht das eigene Hörvermögen ein. Aber ein Kind zu haben, das schuldig wird, scheint wie eine Anklage gegen Mutter und Vater zu sein. Eltern, deren Kinder wohlgeraten sind, rechnen sich das zu Gute, aber die Kehrseite dieser Selbstgefälligkeit ist, dass Eltern, deren Kinder übel drauf sind, selber Fehler gemacht haben müssen. Unglücklicherweise ist tadellose Elternschaft keine Garantie gegen korrumpierte Kinder.“

Solomon entschied sich, auch sogenannte „Wunderkinder“ und ihre Familien zu porträtieren, weil er zu der Überzeugung gelangt ist, es könne eine nicht weniger isolierende, verwirrende und lähmende Erfahrung sein, ein mit seinen Begabungen herausragendes Kind zu haben, als eines, das an einer schweren Behinderung leidet. Solomon kommt zu dem Schluss, dass ein solch hochbegabtes Kind das Kräftespiel innerhalb einer Familie in einem ähnlichen Maße verschieben kann wie ein Kind mit Schizophrenie oder einer Schwerstbehinderung. Zu den von ihm porträtierten Persönlichkeiten, die bereits als Kinder im Zentrum öffentlicher Aufmerksamkeit standen, gehören unter anderen Jewgeni Igorewitsch Kissin, Leon Fleisher, Yefim Bronfman, Lang Lang und Vanessa-Mae und ihre jeweiligen Familien. Solomon weist zwar darauf hin, dass viele als Wunderkinder vermarktete Künstler sehr ich-bezogen sind, dass es häufig aber die Eltern sind, die einen narzisstischen Trieb ausleben. Solomon schreibt weiter, dass sie häufig ihre eigenen Hoffnungen und Ambitionen auf ihre Kinder übertragen und statt in ihnen Neugier zu kultivieren, durch sie  Ruhm nachlaufen.

## Entstehungsgeschichte
Der Anlass für Andrew Solomon, dieses Buch zu schreiben, war die eigene Identitätsfindung. Die Erfahrung von Familien, in denen Kinder aufwachsen, die sich stark von ihren Eltern unterscheiden,

„… fühlte sich für mich in faszinierender Weise vertraut an, weil ich selber schwul bin. Schwule Personen wachsen gewöhnlich unter dem Einfluss von Eltern auf, die selbst heterosexuell sind und mit dem Gefühl leben, dass es ihren Kindern besser ginge, wenn sie gleichfalls heterosexuell wären. Mitunter quälen sie ihre Kinder auch mit der Forderung, sich doch einfach anzupassen.“

Andrew Solomon war 2001 bereits für sein Buch Saturns Schatten. Die dunklen Welten der Depression mit dem National Book Award ausgezeichnet worden. Die Auszeichnung brachte ihm unter anderem Stipendien von mehreren Stiftungen ein. Er erhielt in der Zeit, in der er an Weit vom Stamm arbeitete, unter anderem Wohnrecht bei Yaddo, bei der MacDowell Colony sowie der  Ucross Foundation und wurde durch das Rockefeller Foundation Bellagio Center unterstützt.

## Auszeichnungen und Nominierungen
Weit vom Stamm wurde von The New York Times zu einem der zehn besten Bücher des Jahres 2012 gewählt. In der Kategorie Sachbuch gewann es den National Book Critics Circle Award, es erhielt eine Auszeichnung durch das National Council on Crime and Delinquency, den Anisfield-Wolf Book Award und den Dayton Literary Peace Prize sowie eine Auszeichnung durch die US-amerikanische National Multiple Sclerosis Society, den J. Anthony Lukas Book Prize und wurde von der New Atlantic Independent Booksellers Association (NAIBA) zum Buch des Jahres in der Kategorie Sachbuch gewählt.

## Deutschsprachige Rezensionen
- Buchbesprechung im NDR vom 17. Dezember 2013 (Memento vom 5. März 2014 im Internet Archive)
- Buchbesprechung im BR vom 27. November 2013
- Buchbesprechung in der Zeit vom 20. Februar 2014

## Ausgaben
Die Erstausgabe erschien in den Vereinigten Staaten im November 2012 und zwei Monate später in Großbritannien mit dem Titel Far from the Tree: A Dozen Kinds of Love. Die deutsche Ausgabe erschien im Oktober 2013 in Deutschland im S. Fischer Verlag. An der Übersetzung aus dem Amerikanischen waren Antoinette Gittinger, Enrico Heinemann, Ursula Held und Ursula Pesch beteiligt.
- Far From the Tree: Parents, Children and the Search for Identity. Scribner, New York, 2012, ISBN 978-1-4767-0695-5.
- Weit vom Stamm: Wenn Kinder ganz anders als ihre Eltern sind. S. Fischer, Frankfurt am Main 2013, ISBN 978-3-10-070411-5.

## Einzelbelege
1. ↑  Andrew Solomon: Far From the Tree: Parents, Children and the Search for Identity. Scribner, New York, 2012, ISBN 978-1-4767-0695-5. Kapitel Prodigies. E-Book Position 7426.
2. ↑  Andrew Solomon: Far From the Tree: Parents, Children and the Search for Identity. Scribner, New York, 2012, ISBN 978-1476706955. Kapitel Prodigies. E-Book Position 7440. Im Original lautet das Zitat: While some people with severe disabilities may experience acute health crises or frightening seizures, much of their care has a rhythm, and human nature adapts to anything with a rhythm. The care can be done competently. An extreme but stable stress is easier to handle than a less extreme but erratic one. This is one reason why parents of people with Down syndrome have an easier time than parents of schizophrenics or of people with autism; with Down syndrome, you know with whom you are dealing from day to day, and the demands on you change relatively little; with schizophrenia, you never know what weirdness is about to strike; with autism, what meltdown moment.
3. ↑  Andrew Solomon: Far From the Tree: Parents, Children and the Search for Identity. Scribner, New York, 2012, ISBN 978-1476706955. Kapitel Crime. E-Book Position 10943. Im Original lautet das Zitat: If you have a child who is a dwarf, you are not dwarfed yourself, and if your child is deaf, it does not impair your own hearing; but a child who is morally culpable seems like an indictment of mother and father. Parents whose kids do well take credit for it, and the obverse of their self-congratulation is that parents whose kids do badly, must have erred. Unfortunately, virtuous parenting is no warranty against corrupt children.
4. ↑  Andrew Solomon: Far From the Tree: Parents, Children and the Search for Identity. Scribner, New York, 2012, ISBN 978-1-4767-0695-5. Kapitel Prodigies.
5. ↑  Andrew Solomon: Far From the Tree: Parents, Children and the Search for Identity. Scribner, New York, 2012, ISBN 978-1-4767-0695-5. Kapitel Prodigies. E-Book Position 8973. Im Original lautet das Zitat: While many performers are self-involved, it is often the parents of prodigies who are most obviously narcissistic. The may invest own hopes, ambitions, and identities in what their children do rather than who their children are. Instead of cultivating curiosity, they may sprint for fame.
6. ↑  Andrew Solomon: Far from the Tree, Eingangskapitel: Son. Im Original lautet das Zitat: The whole situation felt arrestingly familiar to me because I am gay. Gay people usually grow up under the purview of straight parents who feel that their children would be better off straight and sometimes torment them by pressing them to conform.
7. ↑  Yaddo: Annual Report 2010. 2010, archiviert vom Original am 14. November 2011; abgerufen am 23. April 2014.
8. ↑  MacDowell Colony: MacDowell. 2007, archiviert vom Original am 4. Oktober 2013; abgerufen am 23. April 2014.
9. ↑  MacDowell Colony: Annual Report for the Year Ending March 2009. 2009, archiviert vom Original am 6. Januar 2011; abgerufen am 23. April 2014.
10. ↑  Ucross Foundation: Alumni List. Archiviert vom Original am 6. Dezember 2017; abgerufen am 23. April 2014.  Info: Der Archivlink wurde automatisch eingesetzt und noch nicht geprüft. Bitte prüfe Original- und Archivlink gemäß Anleitung und entferne dann diesen Hinweis.
11. ↑  The Rockefeller Foundation: Bellagio Center: The First Fifty Years. 2009, archiviert vom Original am 2. März 2011; abgerufen am 23. April 2014.
12. ↑   The 10 Best Books of 2012 In: The New York Times, 30. November 2012
13. ↑  Barbara Hoffer: National Book Critics Circle Announces Awards for Publishing Year 2012. Pressemitteilung. In: Critical Mass. 28. Februar 2013, archiviert vom Original (nicht mehr online verfügbar) am 9. Februar 2014; abgerufen am 23. April 2014 (englisch).  Info: Der Archivlink wurde automatisch eingesetzt und noch nicht geprüft. Bitte prüfe Original- und Archivlink gemäß Anleitung und entferne dann diesen Hinweis.
14. ↑  The Winners of the 20th Annual Media for a Just Society Awards. National Council on Crime & Delinquency, 20. Juni 2013, abgerufen am 23. April 2014.
15. ↑  Andrew Solomon Wins the 2013 Anisfield-Wolf Prize for Nonfiction. In: Anisfield-Wolf Book Award. 22. April 2013, abgerufen am 23. April 2014.
16. ↑  Meredith Moss:  2013 Dayton Literary Peace Prize winners announced In: Dayton Daily News, 24. September 2013. Abgerufen am 23. April 2014
17. ↑  Far from the Tree. In: andrewsolomon.com. 11. Dezember 2017, abgerufen am 2. Dezember 2018 (englisch).
18. ↑  Ron Charles:  Andrew Solomon wins Lukas Book Prize In: Washington Post, 18. April 2013. Abgerufen am 23. April 2014
19. ↑  NAIBA Book of the Year Awards. New Atlantic Independent Booksellers Association, 21. August 2013, archiviert vom Original am 5. Oktober 2013; abgerufen am 23. April 2014.
20. ↑  Far From the Tree: Parents, Children and the Search for Identity. In: Simon & Schuster. 13. November 2012, abgerufen am 23. April 2014.
21. ↑  Far from the Tree: A Dozen Kinds of Love. In: The Random House Group. 7. Februar 2013, archiviert vom Original am 14. Februar 2014; abgerufen am 23. April 2014.  Info: Der Archivlink wurde automatisch eingesetzt und noch nicht geprüft. Bitte prüfe Original- und Archivlink gemäß Anleitung und entferne dann diesen Hinweis.